# اود مورو
اود مورو (انگلیسی: Aude Moreau؛ زادهٔ ۵ اوت ۱۹۹۰) بازیکن فوتبال اهل فرانسه است.
از باشگاه‌هایی که در آن بازی کرده‌است می‌توان به مرکز آکادمی فوتبال کلیر فونتین و باشگاه فوتبال زنان پاری سن ژرمن اشاره کرد.
وی همچنین در تیم‌های ملی فوتبال زنان فرانسه، و زنان فرانسه، و زنان فرانسه، بازی کرده‌است.